# Орловка (Акмолинская область)
Орловка (каз. Орловка) — село в Есильском районе Акмолинской области Казахстана, образует административно-территориальную единицу «Село Орловка». 
- Код КАТО — 114867100[3].
- Код КАТО административной единицы — 114867000[4].

## География
Село расположено в 40 км на юго-восток от районного центра города Есиль. 

## Население
В 1989 году население села составляло 948 человек (из них русских 41%, украинцев 21%).
В 1999 году население села составляло 790 человек (365 мужчин и 425 женщин). По данным переписи 2009 года, в селе проживало 547 человек (263 мужчины и 284 женщины).
| Динамика численности населения | Динамика численности населения | Динамика численности населения |
| 1989                           | 1999                           | 2009                           |
| ------------------------------ | ------------------------------ | ------------------------------ |
| 948                            | ↘790                           | ↘547                           |